# Rejectaria glaucopis
Rejectaria glaucopis là một loài bướm đêm trong họ Noctuidae.